# بيتر جي. سومرز
بيتر جي. سومرز هو قاضي ومحامي وسياسي أمريكي، ولد في 12 أبريل 1850 في مينوموني فولز في الولايات المتحدة، وتوفي في 15 فبراير 1924 في لوس أنجلوس في الولايات المتحدة. نشط حزبياً في الحزب الديمقراطي. وقد انتخب عمدة ميلواكي، ويسكنسن ‏ وانتخب عضو مجلس النواب الأمريكي ‏.